# Кахым-туря
Кахым-туря (баш. Ҡаһым түрә) — герой башкирских преданий и народных песен.

## Вероятный прототип
Наиболее вероятным прототипом считается Кахым Мурзашев (Касим Мырдашев, Мурдашев; баш. Ҡаһым Мырҙашев). Единственным достоверным документальным источником о Кахыме Мурзашеве является составленная в 1816 году ревизская сказка, согласно которой он родился в 1778 году в селе Аючево Юрматинской волости Ногайской дороги (ныне Стерлитамакский район Республики Башкортостан) и умер в 1813 году в звании сотника иррегулярных войск. У его отца Мурзаша Туйсина было две жены Емеш и Буранбикэ. Исторические документы, подтверждающие участие Кахыма Мурзашева в боевых действиях, отсутствуют.  Содержание легенд об этом фольклорном персонаже ставится под сомнение
Предположительно в составе башкирского полка в звании сотника был отправлен на Отечественную войну 1812 года. Далее служил полковым командиром одного из башкирских полков. Согласно А. З. Асфандиярову, это один из трёх полков сформированных в Стерлитамакском уезде — 13-й, 2-й или 12-й башкирский полк. Предположительно погиб в одном из сражений на территории современной Польши (по другим источникам — в Германии) в 1813 году (по другим сведениям — в 1814 году). Согласно преданию, по пути домой был отравлен во Владимирской губернии.
По ревизской сказке известен его сын Хабибулла Касимов (1810—?). По преданиям, его жену звали Сафия.

## Кахым-туря в башкирском фольклоре
Он был уральским беркутом рожден:

Как беркут был он смел, горяч, как пламя.

Когда он в бой летел на скакуне,

Из-под копыт летели в небо камни.
Героическая фигура Кахым-Тури связана с боевой славой, которую обрели башкирские войска во время военной кампании против Наполеона. Следуя народной традиции, соплеменники сложили песни и предания, в поздних вариантах которых, в частности, описываются его воинская доблесть, бесстрашие и незаурядный ум. В башкирских народных песнях и преданиях сообщается, что он играл на курае («Кахым‑туря с народом говорит и держит он в руках курай»). Фольклорные произведения были записаны в Стерлитамакском, Учаслинском и других районах Башкортостана, а также в Курганской и Челябинской областях.
Башкирская народная песня «Кахым-туря» имеет различные варианты, первые три варианта были записаны фольклористом С. Г. Рыбаковым и включены в его сборник «Музыка и песни уральских мусульман с очерком их быта» (Санкт-Петербург, 1897). Ни в одной их этих песен ничего не говорится о боевой деятельности и подвигах Кахыма-тури.
Предание другой башкирской песни «Любизар» повествует, что после крупного сражения генерал-фельдмаршал М. И. Кутузов вызвал командира башкирского полка Кахыма Мурзашева, похвалил его за храбрость в бою и сказал: «Любезные вы мои башкирцы, молодцы!».
Ратные подвиги героя и его жизнь описываются в предании «Кахым-туря» (имеет несколько вариантов, а также в предании «Башкиры на войне с французами» и других.
Содержание легенд об этом фольклорном персонаже ставится под сомнение, в частности это касается родословной, которая в 1966 году была записана со слов жителя Аючево А. Я. Казакбаева (1879 г.р.): Мукатай→Тувай→Мурзаш→Кахым→Хабибулла→Яндозак→Галиулла→Гайнулла («От Мурзаша родился Кахым-туря и его называли Туйсином. Это неверно—должно быть Туваев»). А. З. Асфандияров вносит уточнение в эту родословную и указывает что по документам отца Мурзаша звали Туйсы (Мурзаш Туйсин), а кто был отцом Туйсы — неизвестно.

## Кахым-туря в искусстве
Писатель Баязит Бикбай в 1942 году написал драму «Кахым-туря». После выхода постановления ЦК ВКП(б) от 27 января 1945 года осуждающего это произведение («В пьесе „Кахым-туря“ извращается история участия башкир в Отечественной войне 1812 г., противопоставляются друг другу русские и башкирские воины»), он переработал пьесу и в 1957 году предложил её новый вариант под названием «Кахым-туря, или 1812 год». Композитор Загир Исмагилов написал оперу «Кахым-туря» и музыку к спектаклю «Кахым-туря, или 1812 год» (1957, по пьесе Б. Бикбая).
Писатель Яныбай Хамматов в 1983 и 1985 годах издал исторический роман-дилогию «Северные амуры», одним из главных героев которого является Кахым Мурзашев.
К 200-летию Отечественной войны 1812 года поставлен спектакль Башкирского государственного театра оперы и балета — «Кахым-туря» (спектакль — лауреат театральной премии «Золотая маска»).
Художник Рафис Батыркаев написал картину «Кахым-туря».

## Память
19 августа 2006 года на родине Кахыма Мурдашева, была торжественно открыта стела. На её досках высечена надпись на башкирском и русском языках: «Памятник установлен в честь воинов 28 башкирских полков, вернувшихся с победой над французскими захватчиками в Отечественной войне 1812—1814 годов, и командира полка из деревни Аючево национального героя башкирского народа Кахым‑турэ (Кахым Мырдашев 1778—1813 годы)» и цитата из песни «Кахым-туря».